# Rostyslaw Holubowytsch
Rostyslaw Holubowytsch (ukrainisch Ростислав Голубович; * 14. April 2002) ist ein ukrainischer Hürdenläufer, der sich auf die 400-Meter-Distanz spezialisiert hat.

## Sportliche Laufbahn
Erste internationale Erfahrungen sammelte Rostyslaw Holubowytsch im Jahr 2021, als er bei den U20-Europameisterschaften in Tallinn mit 53,65 s in der ersten Runde über 400 m Hürden ausschied. Anschließend schied er bei den U20-Weltmeisterschaften in Nairobi mit 54,04 s im Halbfinale aus. 2023 wurde er bei der 2. Liga der Team-Europameisterschaft im Rahmen der Europaspiele in Chorzów in 52,01 s Siebter im A-Lauf über 400 m Hürden, ehe er bei den U23-Europameisterschaften in Espoo mit 51,84 s in der ersten Runde ausschied. Im Jahr darauf belegte er bei den Balkan-Meisterschaften in Izmir in 51,92 s den siebten Platz, ehe er bei den Europameisterschaften in Rom mit der ukrainischen 4-mal-400-Meter-Staffel mit 3:05,86 min im Vorlauf ausschied. 2025 wurde er bei der 1. Liga der Team-Europameisterschaft in Madrid in 50,97 s Fünfter im B-Lauf über 400 m Hürden, ehe er bei den Balkan-Meisterschaften in Volos in 51,83 s den siebten Platz belegte. Zudem gewann er dort in der Mixed-Staffel in 3:25,28 min die Bronzemedaille hinter den Teams aus der Türkei und Griechenland.
2025 wurde Holubowytsch ukrainischer Meister im 400-Meter-Hürdenlauf.

## Persönliche Bestzeiten
- 400 m Hürden: 50,97 s, 28. Juni 2025 in Madrid